# Jacques Robichez
Jacques Gérard Eugène Robichez (* 11. Dezember 1914 in La Madeleine; † 21. Oktober 1999) war ein französischer Literaturwissenschaftler, Theaterwissenschaftler, Romanist und Hochschullehrer.

## Leben
Jacques Robichez besuchte eine katholische Schule in Marcq-en-Barœul  (1921–1931), das Lycée Henri IV in Paris (1931–1934), das Lycée Faidherbe in Lille  und studierte an der Universität Lille. 1937 bestand er die Agrégation im Fach Lettres. 1944–1945 kämpfte er in der 1. französischen Armee und wurde mit dem Kriegskreuz ausgezeichnet.
Von 1951 bis 1953 unterrichtete er am Lycée Hoche in Versailles. 1957 habilitierte er sich mit Arbeiten über Aurélien Lugné-Poe und wurde Professor für französische Literatur zuerst an der Universität Lille, von 1965 bis 1984 an der Sorbonne. Daneben leitete er von 1979 bis 1988 an der Sorbonne den Unterricht in französischer Landeskunde für Ausländer. Er war Vorsitzender des Wissenschaftsrates des Front National und Mitglied der Ehrenlegion.

## Werke
- Lugné-Poe. L'Arche éditeur, Paris 1955.
- Le symbolisme au théâtre. Lugné-Poe et les débuts de l'œuvre. l'Arche, Paris 1957, 1972. (Thèse Sorbonne 1955)
- (Hrsg.) Romain Rolland, Lugné-Poe. Correspondance 1894–1901.  L'Arche, Paris 1957. (Thèse complémentaire 1955).
- Romain Rolland. Hatier, Paris 1961.
- XIXe siècle français. Le siècle romantique. Seghers, Paris 1962.
- Le Théâtre de Montherlant. SEDES, Paris 1973.
- Le théâtre de Giraudoux. SEDES, Paris 1976.
- Sur Saint-John-Perse. Eloges. La gloire des rois. Anabase. SEDES, Paris 1977.
- Verlaine entre Rimbaud et Dieu. Des "Romances sans paroles" à "Sagesse". SEDES, Paris 1982.
- (Hrsg.) Précis de littérature française du XXe siècle. PUF, Paris 1985.
- Le mondialisme. Mythe et réalité. Editions nationales, Paris 1992. (Globalismuskritik, zusammen mit dem Wissenschaftsrat des Front National)
- (Hrsg.) Santé et démographie. 11e colloque, recueil des actes. Editions nationales, Paris 1997. (Kolloquium des Front National 1995)